# Miranshah
Miranshah (Urdu: میران شاہ) è una città nel Nord Waziristan in Pakistan.
Miranshah è un centro amministrativo ed è la più grande città dell'Agenzia  Nord Waziristan. È situata nella valle del Tochi, circa 65 kilometri a nord ovest del Distretto Bannu. È abitata dalla tribù Waziri e dalle tribù Dawari ed è amministrata da un agente politico considerato il re delle agenzie. I Dawari sono maggiormente dislocati nell'area cittadina mentre i Waziri sono maggiormente situati nelle aree montagnose.